# Shane van Boening
Shane van Boening (* 14. Juli  1983 in Rapid City, South Dakota) ist ein US-amerikanischer Poolbillardspieler.

## Karriere
Seine ersten großen internationalen Erfolge konnte er 2007 feiern. Neben der (inoffiziellen) Predator World 10-Ball Championship gewann er die prestigeträchtigen US Open im 9-Ball. Bei seiner ersten WM im 9-Ball 2007 schaffte er es bis in die Runde der letzten 32 und bei der WM im 8-Ball 2008 bis ins Viertelfinale.
Bei der ersten offiziellen 10-Ball WM 2008 schaffte er es dann bis ins Achtelfinale. Gemeinsam mit Rodney Morris gewann er 2008 den 3. World Cup of Pool. Beim World Pool Masters 2009 schaffte er es bei seiner zweiten Teilnahme immerhin bis ins Halbfinale. Bei der 9-Ball-WM 2011 gelang ihm der Sprung ins Viertelfinale.
2012 gewann van Boening erneut die US Open 9-Ball und konnte diesen Titel 2013 erfolgreich verteidigen. Außerdem gewann er am 28. Juli 2013 das Finale bei der US Open 8-Ball gegen Carlo Biado mit 13:11.
2014 erreichte er das Finale des World 14.1 Tournament und unterlag dort dem Engländer Darren Appleton. Im Oktober 2014 gewann er erneut die US Open 9-Ball und ist somit der einzige Spieler, der dieses Turnier dreimal in Folge gewann. Zudem gewann er das World Pool Masters 2014 durch einen Finalsieg gegen Nikos Ekonomopoulos. 2015 besiegte er im Finale Darren Appleton und schaffte es damit als bislang einziger Spieler, den Titel beim World Pool Masters erfolgreich zu verteidigen.
Im September 2015 erreichte er das Finale der 9-Ball-WM und unterlag dort dem Taiwaner Ko Pin-yi mit 11:13. 2016 zog er erneut ins Endspiel ein und verlor nun mit 6:13 gegen den Österreicher Albin Ouschan. Im Oktober 2016 gewann er durch einen 13:9-Finalsieg gegen den Taiwaner Chang Jung-Lin zum fünften Mal die US Open und zog damit mit Rekordsieger Earl Strickland gleich. Im April 2022 gewann er gegen den Österreicher Albin Ouschan zum ersten Mal die 9-Ball-WM und kehrte damit das Ergebnis seiner Finalniederlage im Jahr 2016 gegen ebenjenen Spieler um.
Bisher vertrat er die USA zwölf Mal beim Mosconi Cup, zuletzt 2018, und gewann diesen drei Mal (2009, 2018, 2019).
Sein Spitzname in der Billardszene ist The South Dakota Kid. Er ist zu 98 % taub.